# グレイシャー郡 (モンタナ州)
グレイシャー郡（英: Glacier County）は、アメリカ合衆国モンタナ州の北部に位置する郡である。2010年国勢調査での人口は13,399人であり、2000年の13,247人から1.1％増加した。郡庁所在地はカットバンク市（人口2,869人）であり、同郡で人口最大の自治体でもある。

## 地理
アメリカ合衆国国勢調査局に拠れば、郡域全面積は3,037平方マイル (7,865.8 km2)であり、このうち陸地は2,995平方マイル (7,757.0 km2)、水域は42平方マイル (108.8 km2)で水域率は1.40％である。郡領域の70.85％はブラックフットインディアン居留地内にある。20.58％は最西部のグレイシャー国立公園内にある。残りは最東部にあり、最大都市カットバンクを中心にしている。郡の北はカナダ＝アメリカ合衆国国境であり、アルバータ州に接している。

### 隣接する郡
- フラットヘッド郡 - 西
- ポンデラ郡 - 南
- ツール郡 - 東
- カナダ、アルバータ州カーズトン郡 - 北
- カナダ、アルバータ州改良地区4号 - 北
- カナダ、アルバータ州ワーナー郡5号 - 北東

### 国立保護地域
- グレイシャー国立公園（部分）
- ルイスアンドクラーク国立の森（部分）

## 人口動態
以下は2000年の国勢調査による人口統計データである。
| 基礎データ - 人口: 13,247人 - 世帯数: 4,304 世帯 - 家族数: 3,245 家族 - 人口密度: 2人/km2（4人/mi2） - 住居数: 5,243軒 - 住居密度: 1軒/km2（2軒/mi2） 人種別人口構成 - 白人: 35.43% - アフリカン・アメリカン: 0.08% - ネイティブ・アメリカン: 61.80% - アジア人: 0.07% - 太平洋諸島系: 0.05% - その他の人種: 0.18% - 混血: 2.39% - ヒスパニック・ラテン系: 1.20% 先祖による構成 - ドイツ系：11.3％ 言語による構成 - 英語：90.1％ - ブラックフット語：6.0％ - ドイツ語：3.6％ 年齢別人口構成 - 18歳未満: 34.9% - 18-24歳: 9.1% - 25-44歳: 26.9% - 45-64歳: 19.9% - 65歳以上: 9.2% - 年齢の中央値: 31歳 - 性比（女性100人あたり男性の人口） - 総人口: 97.9 - 18歳以上: 94.1 | 世帯と家族（対世帯数） - 18歳未満の子供がいる: 42.9% - 結婚・同居している夫婦: 53.3% - 未婚・離婚・死別女性が世帯主: 16.2% - 非家族世帯: 24.6% - 単身世帯: 21.6% - 65歳以上の老人1人暮らし: 7.7% - 平均構成人数 - 世帯: 3.03人 - 家族: 3.56人 収入と家計 - 収入の中央値 - 世帯: 27,921米ドル - 家族: 31,193米ドル - 性別 - 男性: 27,445米ドル - 女性: 23,036米ドル - 人口1人あたり収入: 11,597米ドル - 貧困線以下 - 対人口: 27.3% - 対家族数: 23.5% - 18歳未満: 32.7% - 65歳以上: 20.1% |

### 収入

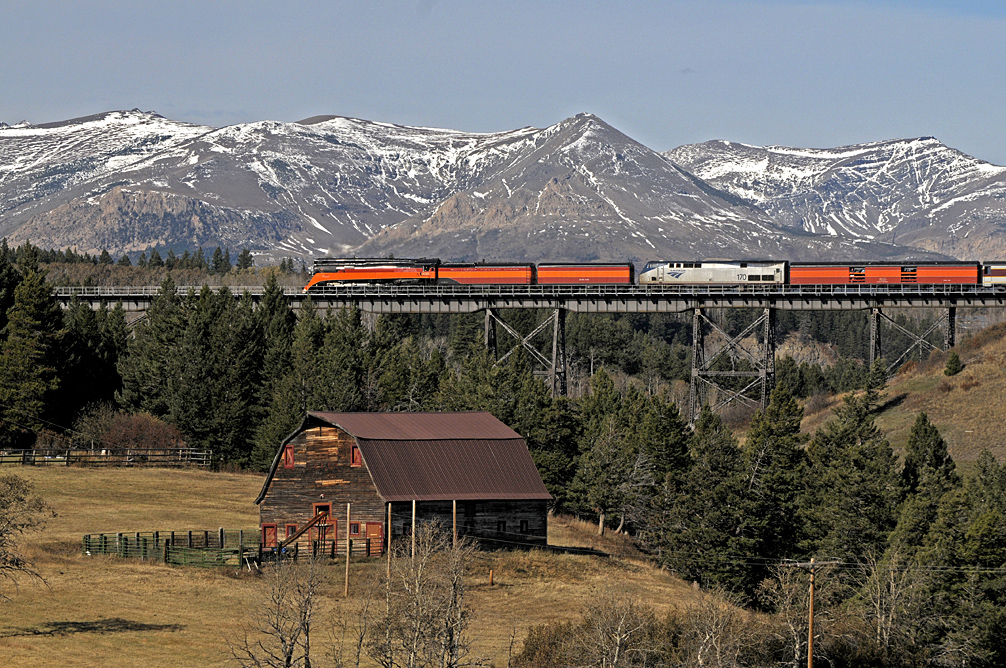
ブロウニングの西でトゥーメディシン川を渡る団体旅行列車

## 都市と町

### 都市
- カットバンク - 郡庁所在地

### 町
- ブロウニング

### 国勢調査指定地域
- イーストクレイシャーパークビレッジ
- ノースブロウニング
- サウスブロウニング
- スタースクール
- バブ

### その他の町
- セントメアリー